# نیروهای پدافند هوایی مصر
نیروهای پدافند هوایی مصر (عربی: قوات الدفاع الجوي، آوانگاری: Quwwat El-Difa' El-Gawwi) نیروی پدافند هوایی زیرمجموعه نیروهای مسلح مصر است، که در سال ۱۹۶۸ تأسیس شد.
این نیرو مسئول حفاظت از حریم هوایی مصر در برابر هرگونه حمله هوایی خصمانه است. نیروی پدافند هوایی مصر مطابق با فرمان ریاست جمهوری صادر شده در ۱ فوریه ۱۹۶۸ تأسیس شد که نیروهای پدافند هوایی را به عنوان شاخه چهارم، در کنار نیروی دریایی مصر، نیروی زمینی مصر و نیروی هوایی مصر، تأسیس کرد. از سال ۱۹۳۸ به بعد، نیروهای پدافند هوایی بخشی از توپخانه و تحت فرماندهی عملیات نیروی هوایی بودند. مصر دارای یک سیستم مدرن تسلیحات پدافند هوایی است که به موشک‌های ضد هوایی دوربرد، میان‌برد و کوتاه‌برد، سیستم‌های توپخانه ضد هوایی و رادارهای هشدار اولیه تقسیم می‌شود. هم کشورهای غربی و هم کشورهای بلوک شوروی تجهیزات را تأمین کرده‌اند.
افسران عمدتاً فارغ‌التحصیل آکادمی پدافند هوایی مصر، واقع در اسکندریه هستند. ستاد مرکزی این نیرو در قاهره است و در حال حاضر سپهبد علی فهمی فرمانده نیروی پدافند هوایی است و سرلشکر محمد دراج به عنوان رئیس ستاد این نیرو فعالیت می‌کند. در سال ۲۰۲۳، مؤسسه بین‌المللی مطالعات استراتژیک تخمین زد که نیروهای پدافند هوایی مصر شامل ۸۰،۰۰۰ پرسنل فعال و ۷۰،۰۰۰ پرسنل ذخیره است.